# Agrypnia colorata
Agrypnia colorata är en nattsländeart som först beskrevs av Hagen 1873.  Agrypnia colorata ingår i släktet Agrypnia och familjen broknattsländor. Inga underarter finns listade i Catalogue of Life.